# 扎利斯齊 (舒姆西克區)
50°9′27″N 25°59′43″E / 50.15750°N 25.99528°E
扎利斯齊（烏克蘭語：Залісці），是烏克蘭的村落，位於該國西部捷爾諾波爾州，由克列梅涅茨區負責管轄，始建於1545年，面積2.59平方公里，2001年人口819，人口密度每平方公里316.8人。